# 17e brigade d'infanterie (Australie)
Pour les articles homonymes, voir 17e brigade.
La 17e brigade d'infanterie est une unité militaire australienne de la Seconde Guerre mondiale.
Elle a servi dans la 6e division.